# Молчановське сільське поселення
Молча́новське сільське поселення (рос. Молчановское сельское поселение) — сільське поселення у складі Молчановського району Томської області Росії.
Адміністративний центр — село Молчаново.
Населення сільського поселення становить 5794 особи (2019; 6441 у 2010, 7051 у 2002).

## Склад
До складу сільського поселення входять:
| Населений пункт           | Населення, осіб (2002) | Населення, осіб (2010) |
| ------------------------- | ---------------------- | ---------------------- |
| Алексієвка, присілок      | 68                     | 20                     |
| Гришино, село             | 194                    | 175                    |
| Майково, присілок         | 177                    | 114                    |
| Молчаново, село           | 6091                   | 5746                   |
| Нижня Федоровка, присілок | 99                     | 54                     |
| Соколовка, село           | 422                    | 332                    |